# Équipe du millénaire en hurling
L’ équipe du Millénaire de hurling de l’Association athlétique gaélique (GAA) est une équipe choisie en 1999 pour célébrer le changement de millénaire. Elle est composée des quinze hurlers considérés comme étant les meilleurs depuis la régénération du sport en 1884. Cette équipe a été choisie par les membres de la GAA. Elle se compose d’un gardien de but, de trois arrières (un arrière central et deux arrières latéraux), de trois milieux de terrain défensifs, de deux milieux de terrain, de trois milieux de terrain offensifs et de trois attaquants.
| Position                | Joueur         | Comté (années)            | Club                          | Numéro | Palmarès |
| ----------------------- | -------------- | ------------------------- | ----------------------------- | ------ | --- |
| Gardien de but          | Tony Reddin    | Tipperary GAA (1947–1957) | Mullagh GAA Lorrha-Dorrha GAA | 1      | All-Ireland (1949, 1950, 1951) Munster SHC (1949, 1950, 1951) Ligue nationale de hurling (1949, 1950, 1952, 1954) |
| Arrière droit           | John Doyle     | Tipperary GAA (1949–1967) | Holycross-Ballycahill GAA     | 2      | All-Ireland (1949, 1950, 1951, 1958, 1961, 1962, 1964, 1965) Munster SHC (1949, 1950, 1951, 1958, 1960, 1961, 1962, 1964, 1965, 1967) NHL (1950, 1952, 1954, 1955, 1957, 1959, 1960, 1961, 1964, 1965) |
| Arrière central         | Nick O'Donnell | Wexford GAA (1951–1962)   | Ferns St Aidans GAA           | 3      | All-Ireland (1955, 1956, 1960) |
| Arrière gauche          | Bobby Rackard  | Wexford GAA (1945–1957)   | Rathnure GAA                  | 4      | All-Ireland (1955, 1956) Leinster SHC (1951, 1954, 1955, 1956) NHL (1956) |
| Milieu défensif droit   | Paddy Phelan   | Kilkenny GAA (1931-1940)  | Tullaroan GAA                 | 5      | All-Ireland (1932, 1933, 1935, 1939) Leinster SHC (1931, 1932, 1933, 1935, 1936, 1937, 1939, 1940) NHL (1933) |
| Milieu défensif central | John Keane     | Waterford GAA (1935–1951) | Mount Sion GAA                | 6      | All-Ireland (1948) Munster SHC (1938,1948) |
| Milieu defensif gauche  | Brian Whelahan | Offaly GAA (1989–2006)    | Birr GAA                      | 7      | All-Ireland (1994, 1998) Leinster SHC (1989, 1990, 1994, 1995) NHL (1991) Meilleur joueur de l’année (1994, 1998) All-Star Awards (1992, 1995, 1998, 1999) |
| Milieu de terrain       | Jack Lynch     | Cork GAA (1936-1950)      | Glen Rovers GAA               | 8      | All-Ireland (1941, 1942, 1943, 1944, 1946) Munster SHC (1939, 1942, 1943, 1944, 1946, 1947) NHL (1940, 1941, 1948) GAA All-Time All-Star (1981) |
| Milieu de terrain       | Lory Meagher   | Kilkenny GAA (1924-1936)  | Tullaroan GAA                 | 9      | All-Ireland (1932, 1933, 1935) Leinster SHC (1925, 1926, 1931, 1932, 1933, 1935) NHL (1933) |
| Milieu offensif droit   | Christy Ring   | Cork GAA (1939-1962)      | Glen Rovers GAA               | 10     | All-Ireland (1941, 1942, 1943, 1944, 1946, 1952, 1953, 1954) Munster SHC (1942, 1943, 1944, 1946, 1947, 1952, 1953, 1954, 1956) NHL (1940, 1941, 1953) |
| Milieu offensif central | Mick Mackey    | Limerick GAA (1930-1946)  | Ahane GAA                     | 11     | All-Ireland (1934, 1936, 1940) Munster SHC (1933, 1934, 1935, 1936, 1940) NHL (1934, 1935, 1936, 1937, 1938) GAA All-Time All-Star (1980) |
| Milieu offensif gauche  | Jim Langton    | Kilkenny GAA (1939-1950)  | Éire Óg GAA                   | 12     | All-Ireland (1939, 1947) Leinster SHC (1939, 1940, 1943, 1945, 1946, 1947, 1950) GAA All-Time All-Star Award (1984) |
| Ailier gauche           | Eddie Keher    | Kilkenny GAA (1959-1977)  | Rower-Inistioge GAA           | 13     | All-Ireland (1963, 1967, 1969, 1972, 1974, 1975) Leinster SHC (1963, 1964, 1966, 1967, 1969, 1971, 1972, 1973, 1974, 1975) NHL (1962, 1976) Meilleur joueur de l’année (1972) Cú Chulainn Awards (1963, 1966, 1967, 1969) All-Star (1971, 1972, 1973, 1974, 1975)                                                                                    |
| Avant centre            | Ray Cummins    | Cork GAA (1969-1982)      | Blackrock GAA                 | 14     | All-Ireland (1970, 1976, 1977, 1978) Munster SHC (1969, 1970, 1972, 1975, 1976, 1977, 1978, 1979, 1982) NHL (1970, 1972, 1980) All-Ireland Club SHC (1974, 1979) Munster Club SHC (1973, 1975, 1978, 1979) All-Star (1971, 1972, 1977) All-Ireland Senior Football Championship (1973) Munster SFC (1971, 1973, 1974) All-Star Football (1971, 1973) |
| Ailier droit            | Jimmy Doyle    | Tipperary GAA (1957–1973) | Thurles Sarsfields GAA        | 15     | All-Ireland (1958, 1961, 1962, 1964, 1965, 1971) Munster SHC (1958, 1960, 1961, 1962, 1964, 1965, 1967, 1968, 1971) NHL (1957, 1959, 1960, 1961, 1964, 1965) |